# A Nagyferó Produkció kiadványai
Az alábbi lista tartalmazza a Nagyferó Produkció égisze alatt 1991–92-ben megjelent kazettákat és LP-ket.
| Katalógusszám  | Év   | Formátum | Label              | Előadó              | Cím                          |
| -------------- | ---- | -------- | ------------------ | ------------------- | ---------------------------- |
| LPX 001 MK 002 | 1991 | LP MC    | Nagyferó Produkció | Kispál és a Borz    | Naphoz holddal               |
| LPX 002 MK 003 | 1991 | LP MC    | Nagyferó Produkció | Stress              | Kísértet kastély             |
| MK 004         | 1991 | MC       | Nagyferó Produkció | Lady Macbeth        | Lady Macbeth                 |
| MK 005         | 1991 | MC       | Nagyferó Produkció | Exit                | Együtt a szeméttel           |
| LPX 004 MK 006 | 1991 | LP MC    | Nagyferó Produkció | Sex Action          | Sex Action                   |
| MK 011         | 1992 | MC       | Nagyferó Produkció | Nulladik Változat   | Nulladik Változat            |
| MK 012         | 1992 | MC       | Nagyferó Produkció | Belfegor            | Vihar után                   |
| MK 013         | 1992 | MC       | Nagyferó Produkció | Escalator           | Helicopter                   |
| MK 014         | 1992 | MC       | Nagyferó Produkció | Various (Válogatás) | Garázs III. Magyar Rock 1992 |
| MK 020         | 1992 | MC       | Nagyferó Produkció | Nagy Feró           | Hess Madár! Hess!            |
| MK 020         | 1992 | MC       | Nagyferó Produkció | Nagy Feró           | Hess Madár! Hess!            |

## Katalógusszám nélküli kiadványok
| Év   | Formátum | Label              | Előadó            | Cím            |
| ---- | -------- | ------------------ | ----------------- | -------------- |
| 1992 | MC       | Nagyferó Produkció | Unfit Association | Absurd Reality |
| 1992 | MC       | Nagyferó Produkció | Fermentatio       | Felülnézet     |

## Lásd még
- Hungaroton
- Hanglemez
- Dorogi hanglemezgyár
- SLPX 17900
- SLPM 17900
- SLPM 17800
- SLPX 17800
- SLPM 37500
- SLPM 37600
- A Rákóczi Kiadó kiadványai
- A Varietas Records kiadványai